# Reinhard Welter
Reinhard Welter (* 4. Mai 1950 in Wiesbaden; † 4. März 2021) war ein deutscher Jurist und Professor an der Universität Leipzig.   

## Wirken
Nach dem Studium der Rechtswissenschaft wurde Welter 1981 an der Universität Mainz mit einer Arbeit zu Wiederkehrenden Leistungen im Zivilrecht und im Steuerrecht zum Dr. iur. promoviert. Nach einer Tätigkeit als Rechtsanwalt habilitierte er sich 1992 bei Walther Hadding am Institut für deutsches und internationales Recht des Spar-, Giro- und Kreditwesens der Universität Mainz. Die Habilitationsschrift beschäftigte sich mit Dinglichen Sicherheiten zwischen Harmonisierung und gegenseitiger Anerkennung als Prinzipien des europäischen Binnenmarktes.
1993 nahm Welter einen Ruf an die Universität Heidelberg an. Bereits zwei Jahre später folgte er einem Ruf an die Universität Potsdam. Seit 1998 war Welter Inhaber des C4-Lehrstuhls für Bürgerliches Recht, Deutsches und Internationales Wirtschaftsrecht an der Universität Leipzig und Direktor des dortigen Instituts für Deutsches und Internationales Bank- und Kapitalmarktrecht. Zudem rief er das universitäre Repetitorium der Leipziger Juristenfakultät ins Leben und entwickelte dessen Konzept stetig fort. 2016 wurde ihm die Leipziger Universitätsmedaille für besondere Verdienste um die Universität verliehen.

## Auszeichnungen
- 2001: Theodor-Litt-Preis der Vereinigung der Förderer und Freunde der Universität Leipzig
- 2016: Universitätsmedaille der Universität Leipzig

## Veröffentlichungen
- Wiederkehrende Leistungen im Zivilrecht und im Steuerrecht. Duncker&Humblot, 1981, ISBN 3-428-05600-0
- Soergel, BGB, 11. Aufl., Erläuterungen zu den §§ 759–761 und §§ 793–808 a BGB (mit Nachträgen), 1985
- Soergel, BGB, 12. Aufl., Erläuterungen zu den §§ 675–677, 1999 (zusammen mit Franz Häuser)
- Soergel, BGB, 13. Aufl., Erläuterungen zu den §§ 780–782 und §§ 793–808, 2012
- Hrsg. mit Ulrich Burgard, Walther Hadding, Peter O. Mülbert, Michael Nietsch: Festschrift für Uwe H. Schneider zum 70. Geburtstag, Köln: Verlag Dr. Otto Schmidt, 2011, ISBN 978-3-504-06046-6
- Münchener Kommentar zum Handelsgesetzbuch, Kommentierung der §§ 358–362, 366–372, Recht der Bankgarantie, 2007